# U811 Balta
Az U811 Balta (ex. SZR–568) az Ukrán Haditengerészet 130-as tervszámú demagnetizáló hajója. 1987-ben bocsátották vízre. 1997-ig a szovjet, majd orosz Fekete-tengeri Flotta állományában volt, 1997-be átadták az Ukrán Haditengerészetnek. Honi kikötője 2014-ig Szevasztopol volt, 2014-től Odessza.

## Története és jellemzői
A 130-as tervszámú (NATO-kódja: Bereza-class) demagnetizáló hajókat a gdanski Északi Hajógyár építette 1984–1990 között az 1799-es tervszámú (Pelym-class) demagnetizálóhajók utódaként. (Összesen 18 darab 130-as tervszámú hajót építettek.) A hajók feladata a flotta hajóinak demagnetizálása, csökkentve ezáltal a hajók okozta mágneses anomáliát, így azok mágneses detektorokkal történő felderíthetőségét, illetve növelve a mágneses víziaknák elleni védelmet.
A Balta 1987-ben épült Gdańskban, az Északi Hajógyárban a sorozat 9. tagjaként. 1987. április 10-én bocsátották vízre, majd még abban az évben, november 26-án állították szolgálatba a Szovjet Haditengerészet Fekete-tengeri Flottájában SZR–568 jelzéssel (SZR – szudno razmagnyicsivnyija, magyarul: demagnetizáló hajó). Honi kikötője Szevasztopol volt.
A Fekete-tengeri Flotta felosztásáról kötött orosz–ukrán megállapodás alapján a hajót 1997. július 1-jén Oroszország átadta Ukrajnának. Az Ukrán Haditengerészetnél az U811 hadrendi jelzést és a Balta nevet kapta, továbbra is Szevasztopolban állomásozott.
A Krím 2014 tavaszi orosz megszállása során a hajót az orosz erők elfoglalták. 2014. április 15-én Oroszország a hajót visszajuttatta Ukrajnának. Ezt követően új állomáshelye Odessza.